# Orobanche rumseyana
Orobanche rumseyana är en snyltrotsväxtart som beskrevs av A.Pujadas och P.Fraga. Orobanche rumseyana ingår i släktet snyltrötter, och familjen snyltrotsväxter. Inga underarter finns listade i Catalogue of Life.